# London and North Eastern Railway
A London and North Eastern Railway (LNER) egy brit vasúttársaság, az úgynevezett Big Four (Négy Nagy) egyik tagja volt 1923 és 1948 között.

## A Big Four
Nagy-Britannia országos vasúthálózata sok helyi vonalból állt össze, amelyet különböző magánvállalkozások üzemeltettek. Az első világháború alatt a teljes hálózatot a kormány ellenőrizte, de államosításra nem került sor, holott az ötletet William Gladstone későbbi miniszterelnök már az 1830-as években felvetette. Mindazonáltal 1921-ben megszületett, majd 1923. január 1-jén életbe lépett az a törvény, amely a  vasúttársaságokat négy nagy cégcsoportban - Big Four - egyesítette a hatékonyság és gazdaságosság növelése, valamint az összehangolt fejlesztés érdekében. A Big Four négy tagja a Great Western Railway (GWR), a London and North Eastern Railway (LNER), a London, Midland and Scottish Railway (LMS) és a Southern Railway (SR) lett. A négy nagy cég részvénytársasági formában működött egészen 1947. december 31-ig, amikor államosították őket, és létrehozták belőlük a British Railwayst.

## Az LNER felépítése
A London and North Eastern Railway létrehozásakor hét nagyobb vasúti társaság fuzionált. Az LNER résztulajdont szerzett más, társult cégekben is, amelyek a Big Four kialakulása után is önállóan működtek tovább, illetve bekebelezett vagy önállóként irányított több kisebb vállalkozást.

### Alapítók

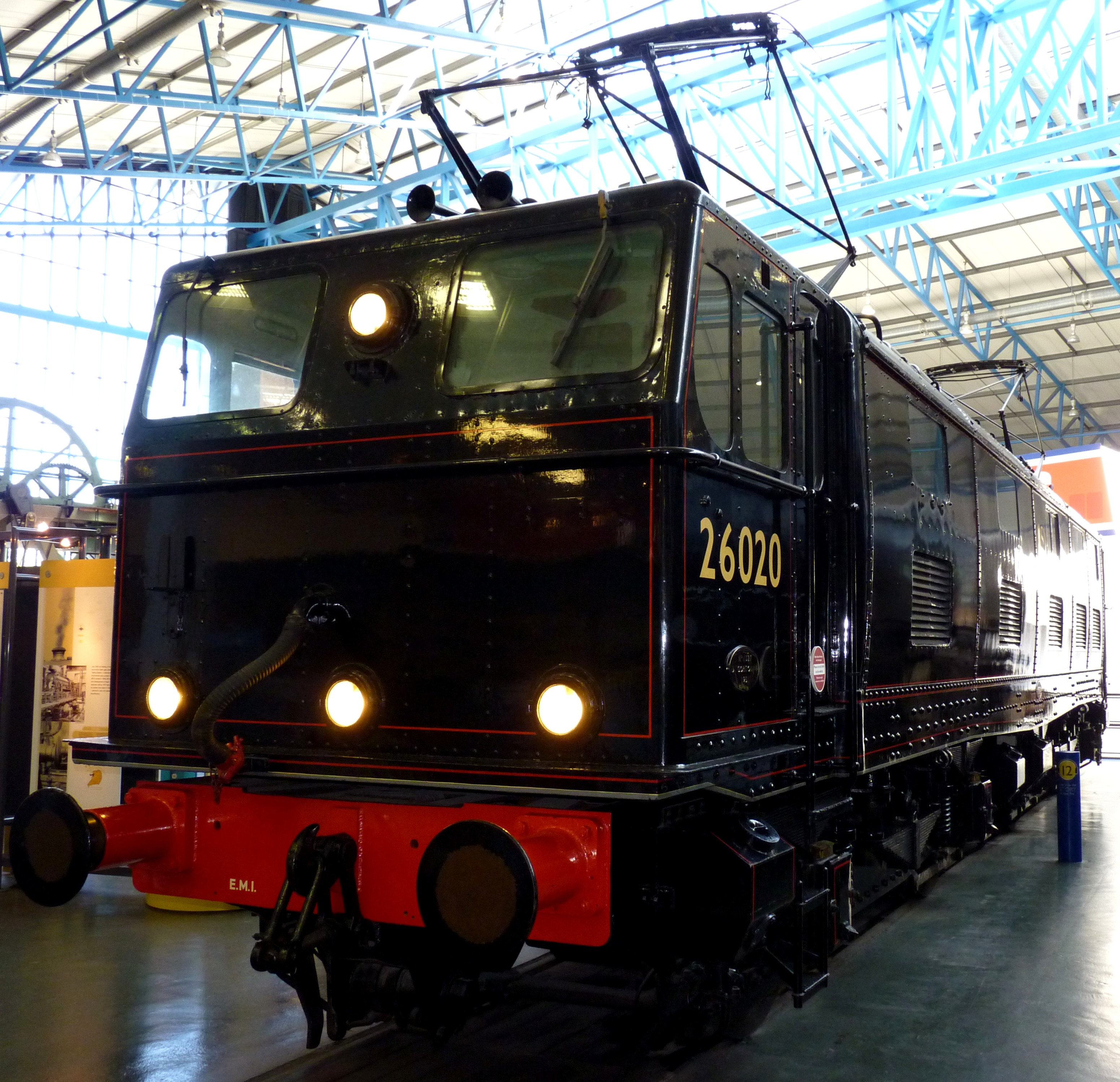
Az LNER EM1 osztályú villamosmozdonya a National Railway Museumban

- Great Central Railway
- Great Eastern Railway
- Great Northern Railway
- Great North of Scotland Railway
- Hull & Barnsley Railway
- North British Railway
- North Eastern Railway

### Társult cégek
- Axholme Joint Railway
- Cheshire Lines Committee
- Midland & Great Northern Joint Railway
- East London Railway
- Great Western & Great Central Joint Railway
- Manchester South Junction & Altrincham Joint Railway

### Teljes egészében LNER-cégek
- Colne Valley & Halstead Railway
- East & West Yorkshire Union Railway
- Mid-Suffolk Light Railway
- North Sunderland Railway[4]

## Az LNER működése
A London and North Eastern Railway a Londontól északra és keletre eső területeken működött, köztük a keleti parton futó vonalon, az East Coast Main Line-on, amely a fővárostól Edinburgh-ig vezet Yorkon és Newcastle városán át. A társaság fő javítóüzeme Doncasterben volt, de végeztek szerelési munkákat Darlingtonban and Inverurie-ben is. Londonban négy pályaudvarra - Fenchurch Street, King's Cross, Liverpool Street és Marylebone - futottak be a vonatai. A vasúttársaság a londoni elővárosi forgalmat a Broad Streetről és a Moorgate-ről szolgálta ki.

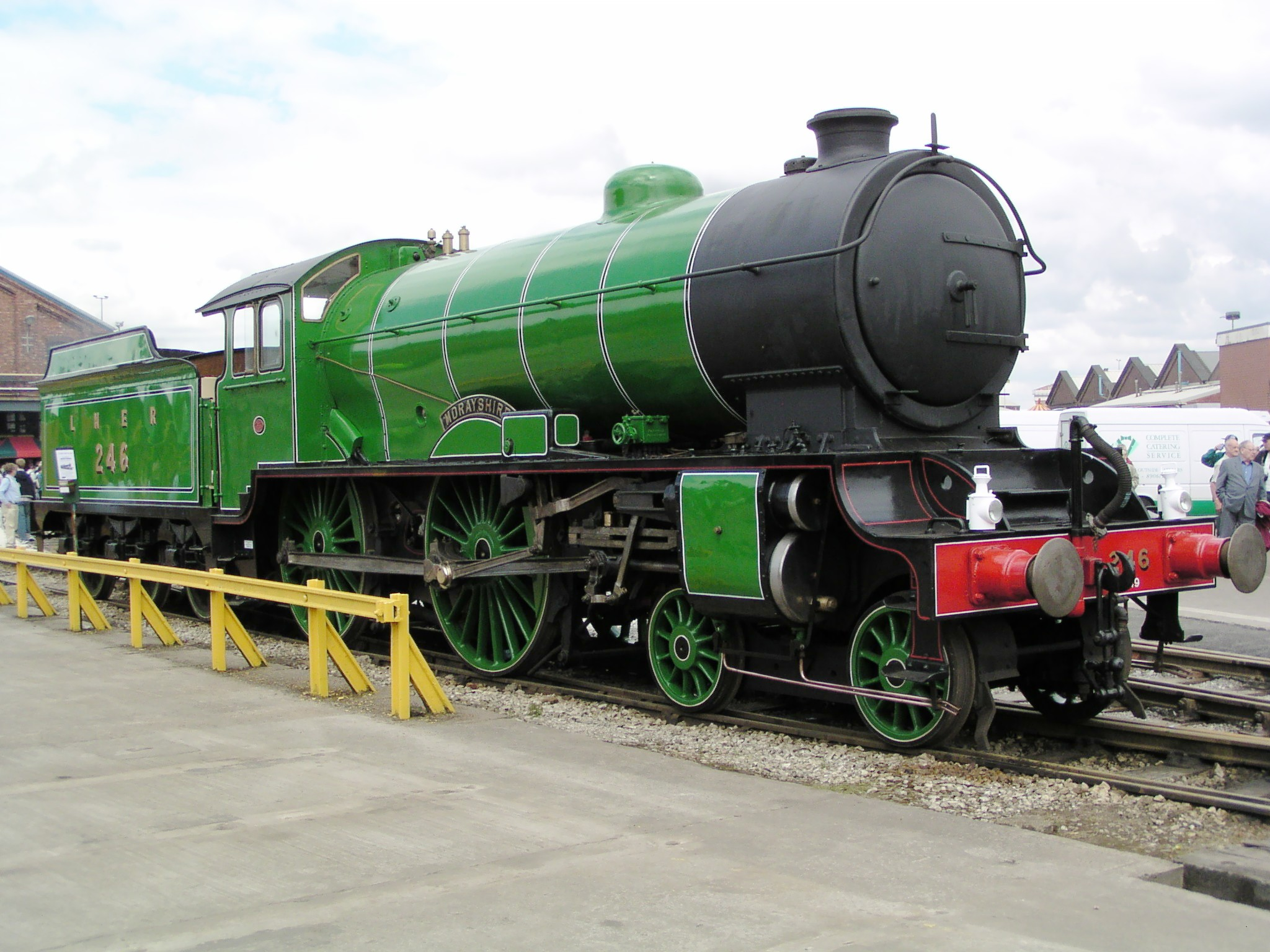
A Morayshire a doncasteri üzem területén

Az LNER a második legnagyobb cég volt a megtett mérföldeket tekintve, de anyagi szempontból csak a negyedik helyen állt. Híres volt gyors expresszeiről, de bevételeinek jelentős részét az északkelet-angliai szénmezők teherforgalmából szerezte.
A szénmezők azonban nem csak a fő bevételi forrást biztosították, de "felelősek voltak" a cég folyamatos anyagi nehézségeiért is. Az LNER vonalaival behálózott területek gazdasági körülményeinek megváltozását, elsősorban a szén- és nehézipar hanyatlását, a vasúttársaság is megérezte. A két háború közötti években válságban volt a mezőgazdaság is, és az importárú a déli és nyugati parti kikötőkbe özönlött, ahol más társaságok szerezték meg szállítási jogukat.
A folyamatos pénzügyi gondok ellenére az LNER Európa legjobb mozdonygyártói között volt, és a sok ezer mozdonyon, valamint különböző személy- és teherszállító kocsikon túl gőzhajói, csatornái, kikötői, mólói, szállodái voltak. Az LNER résztulajdont szerzett a többi között városi tömegközlekedési vállalatokban is. A részvénytársaság az 1930-as években megkezdte vonalainak villamosítását, először a londoni Liverpool Street-i végállomás és Shefield között.
1938-ban az LNES 6 349 mérföld vasútvonalat üzemeltetett, ez a brit hálózat 30,7 százaléka volt. A cég tulajdonában 6 533 mozdony, a brit állomány 33,2 százaléka, 12 456 személykocsi (28,6 százalék) és 258 236 tehervagon (38,9 százalék) volt. Ebben az évben a cég vonatai 172,1 millió mérföldet (29,4 százalék) tettek meg.
A társaságnak fennállása 25 éve alatt három műszaki főmérnöke volt: Sir Nigel Gresley (1923–1941), Edward Thompson (1941–1946) és Arthur H. Peppercorn (1946–1947). Közülük kiemelkedik Sir Nigel Gresley, akinek a nevéhez olyan mozdonyosztályok fűződnek, mint az LNER A1, az LNER A2 és az LNER A4. Ez utóbbiak közé tartozik a 4468-as pályaszámú mozdony, a Mallard, amely a gőzmozdonyok sebességrekordját tartja. Híres mozdony az A3-as osztályba tartozó, 4472-es pályaszámú Flying Scotsman is. A társaság legendássá vált expresszvonatokat üzemeltetett, köztük a Silver Jubilee-t és a West Riding Limitedet.
Az LNER-nek sokat köszönhetnek a vasút mai megszállottjai is, hiszen a cég tudatosan gyűjtötte az iparággal összefüggő járműveket, tárgyakat, amelyeket a York Railway Museumban állított ki, amely ma a National Railway Museum kiállítóhelye.
A London and North Eastern Railway társaság 1948-tól állami tulajdonba került a többi vasútcéggel együtt. Az állami vasúttársaság, a British Rail 1996-os privatizálásakor az East Coast Main Line vonalon futó nagy távolságú expresszek üzemeltetését végző társaság a Great North Easter Railway nevet kapta, amely hasonlít a nagy előd, az LNER nevére.

## Galéria

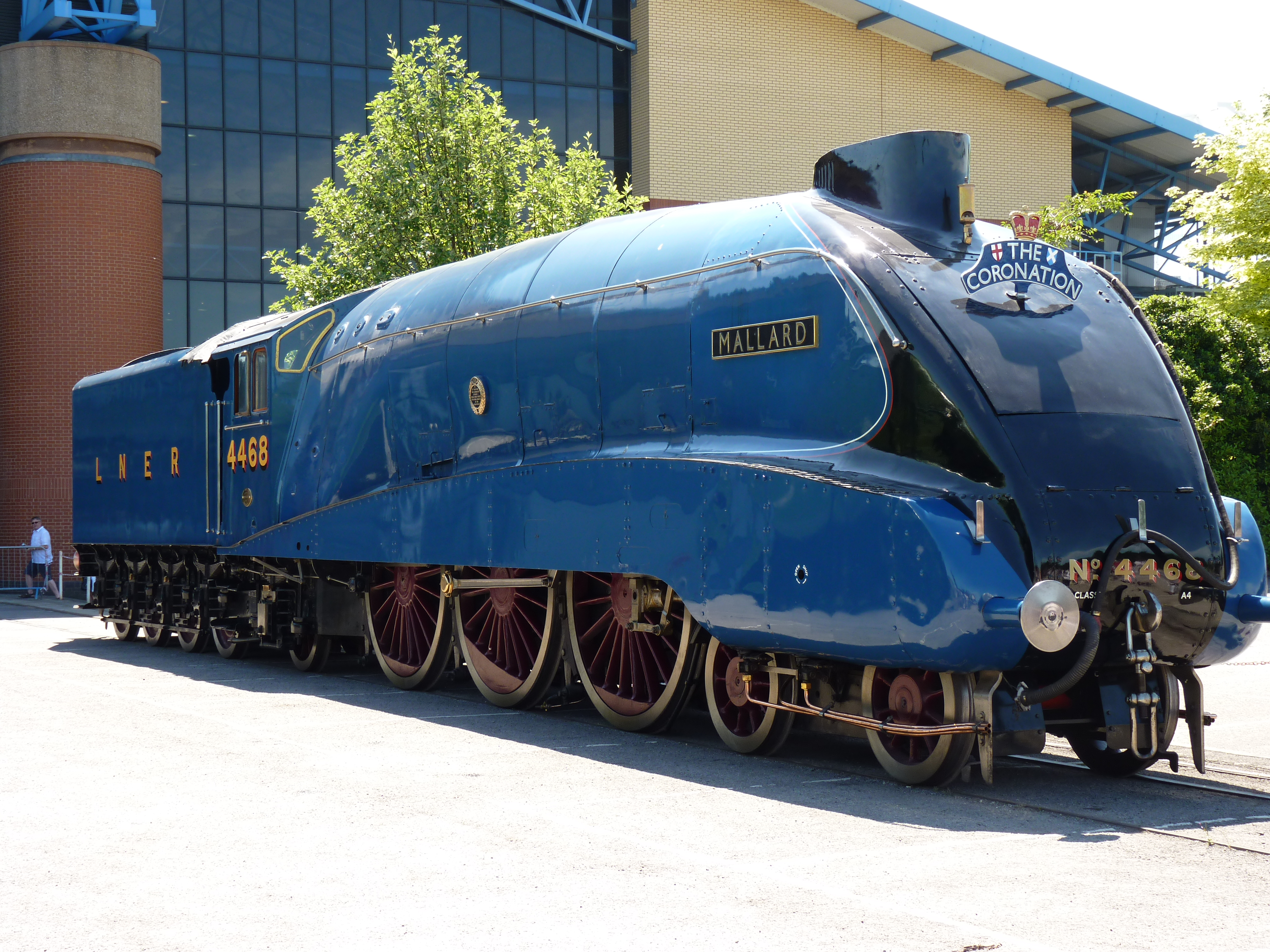
A sebességrekorder
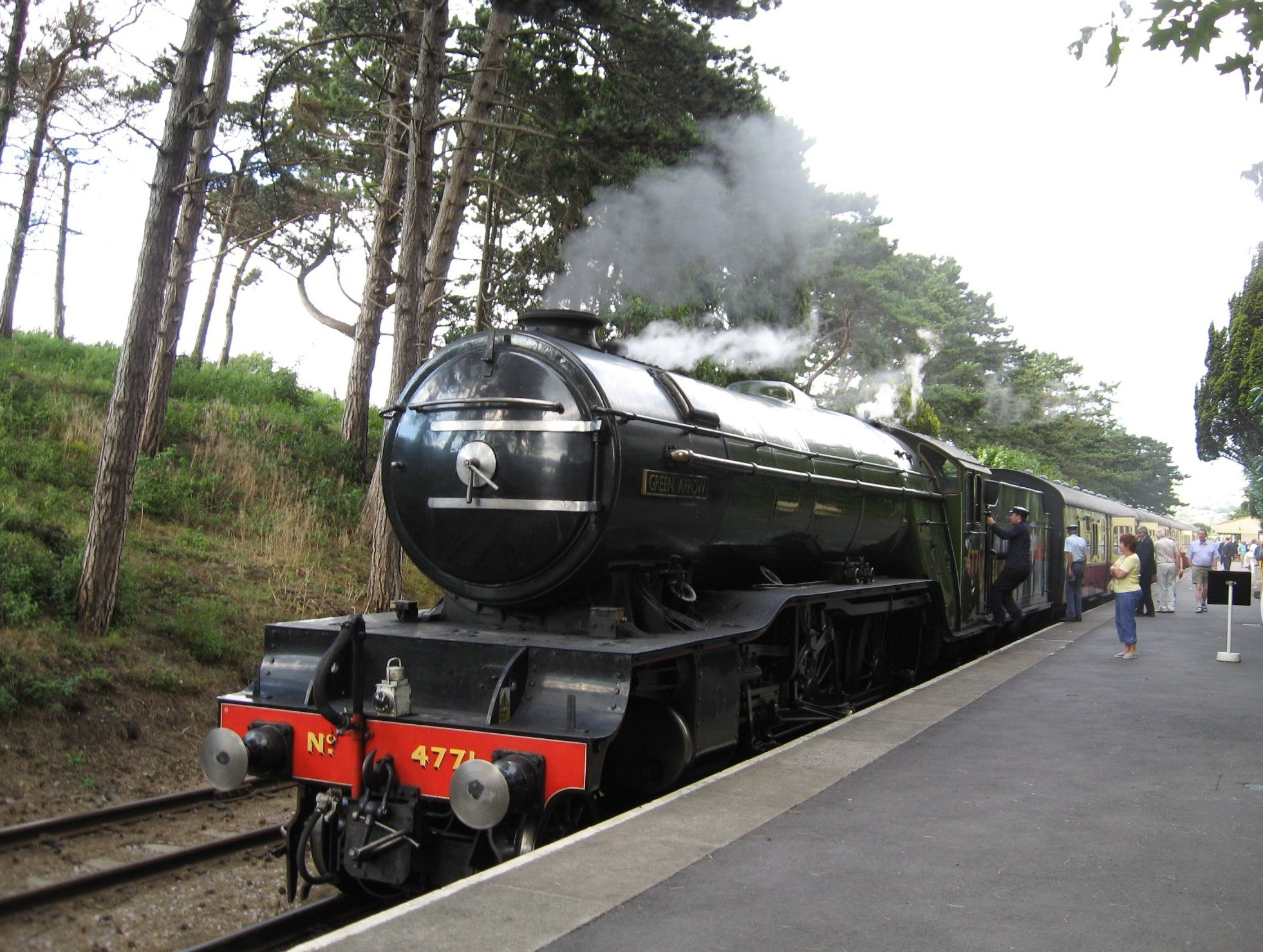
A V2-es osztályú Green Arrow
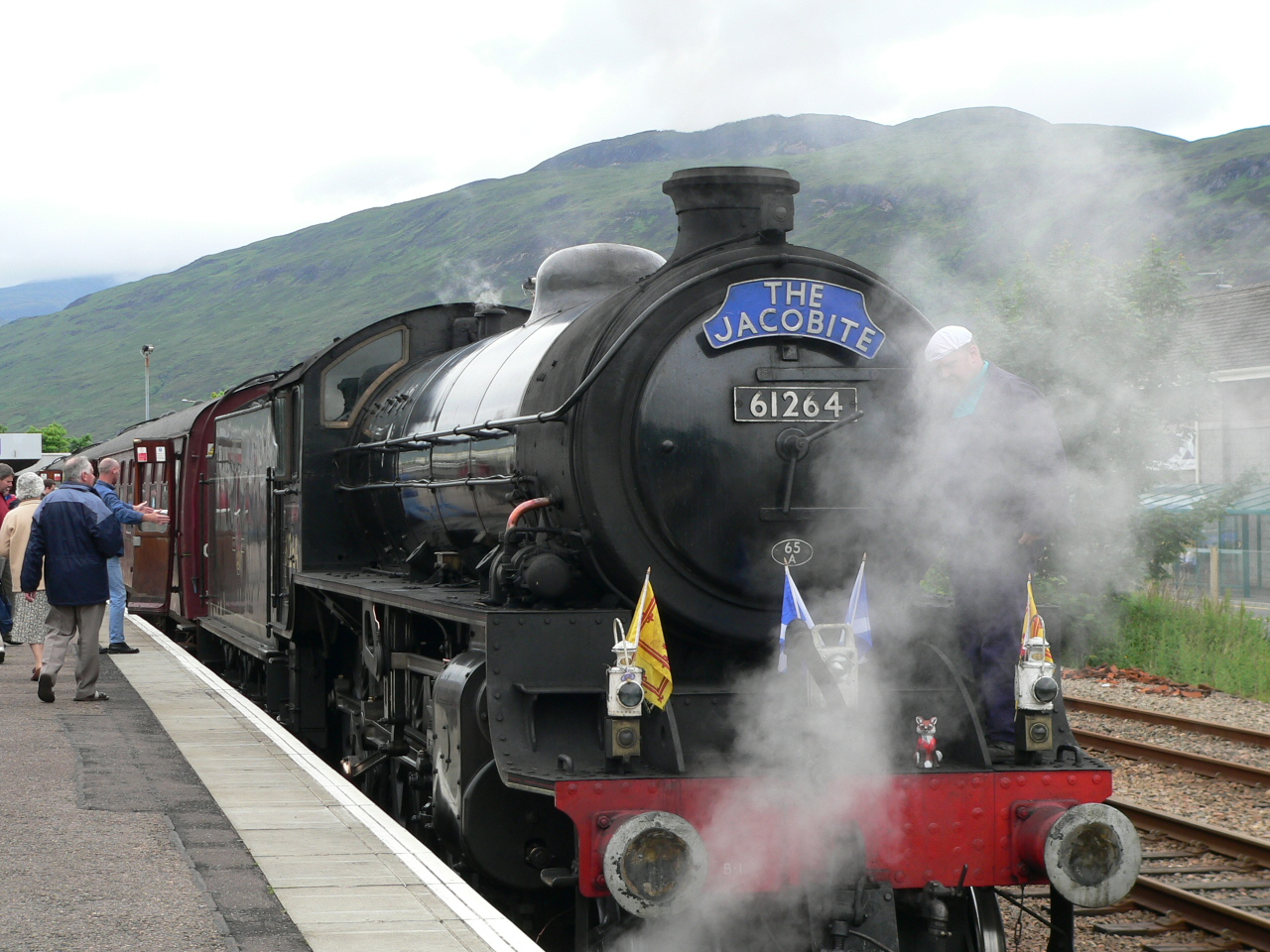
A B1-es The Jacobite a Fort William állomáson
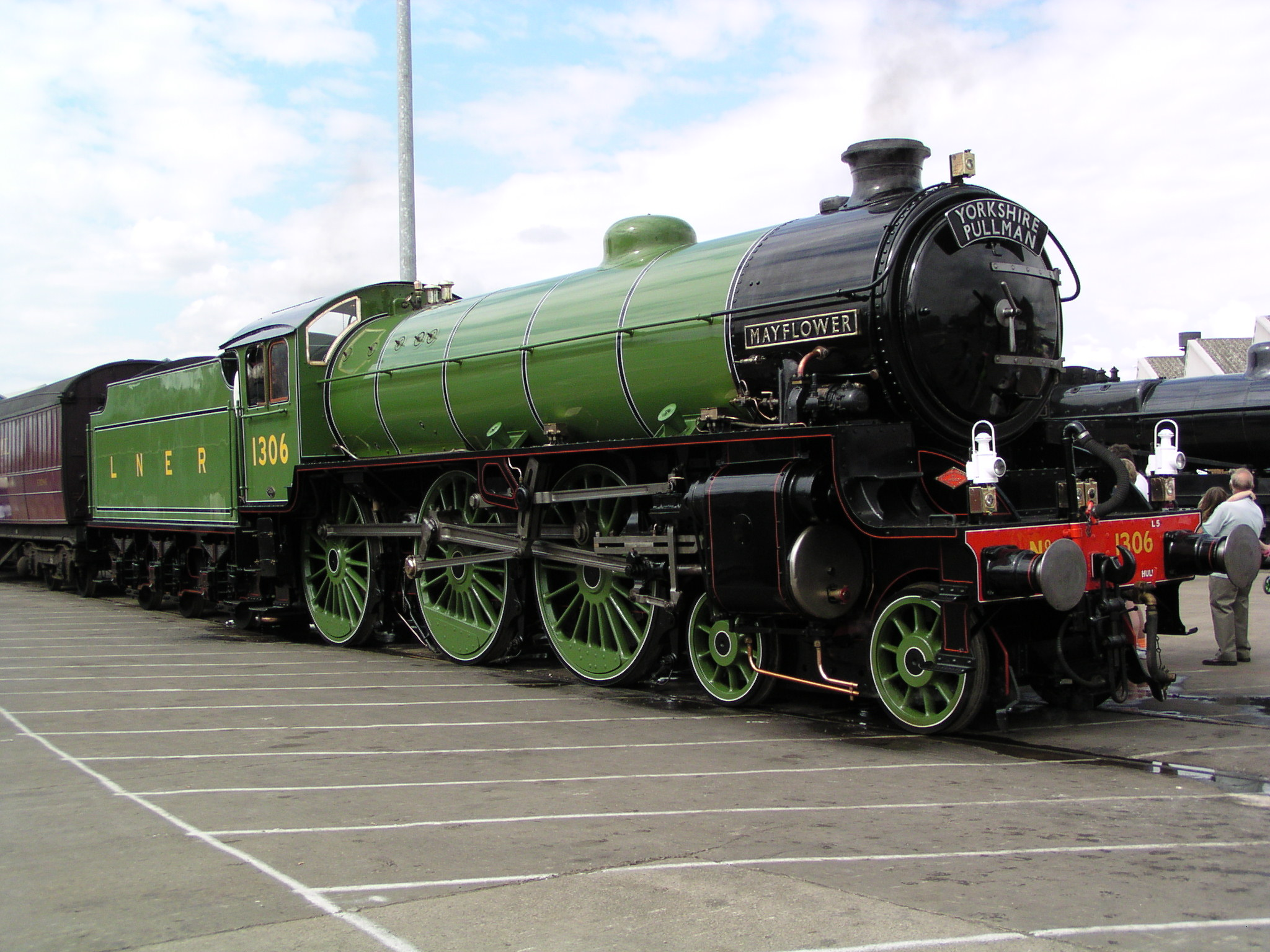
Egy másik B1-es, a Mayflower
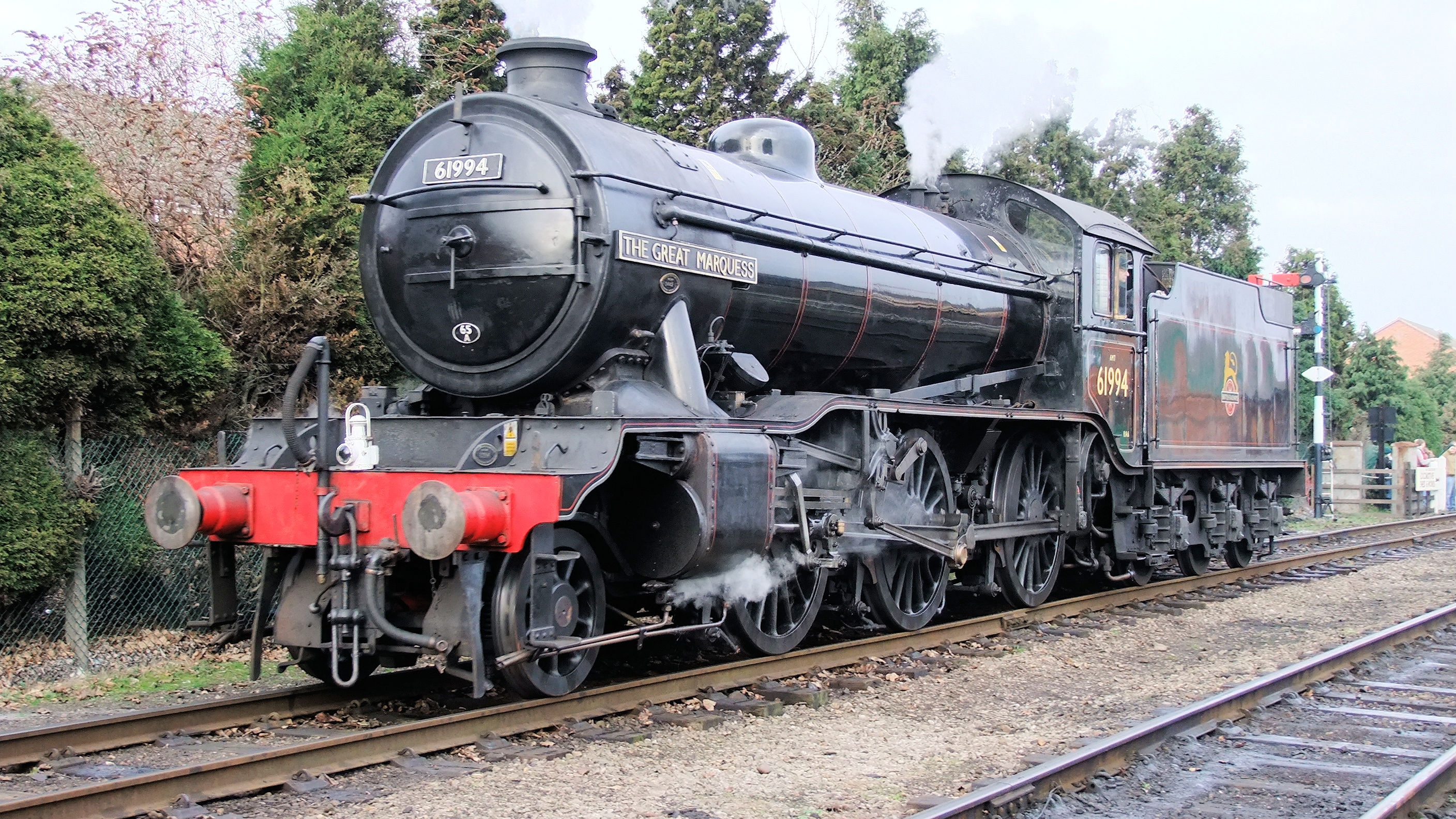
A K4-es Great Marquess
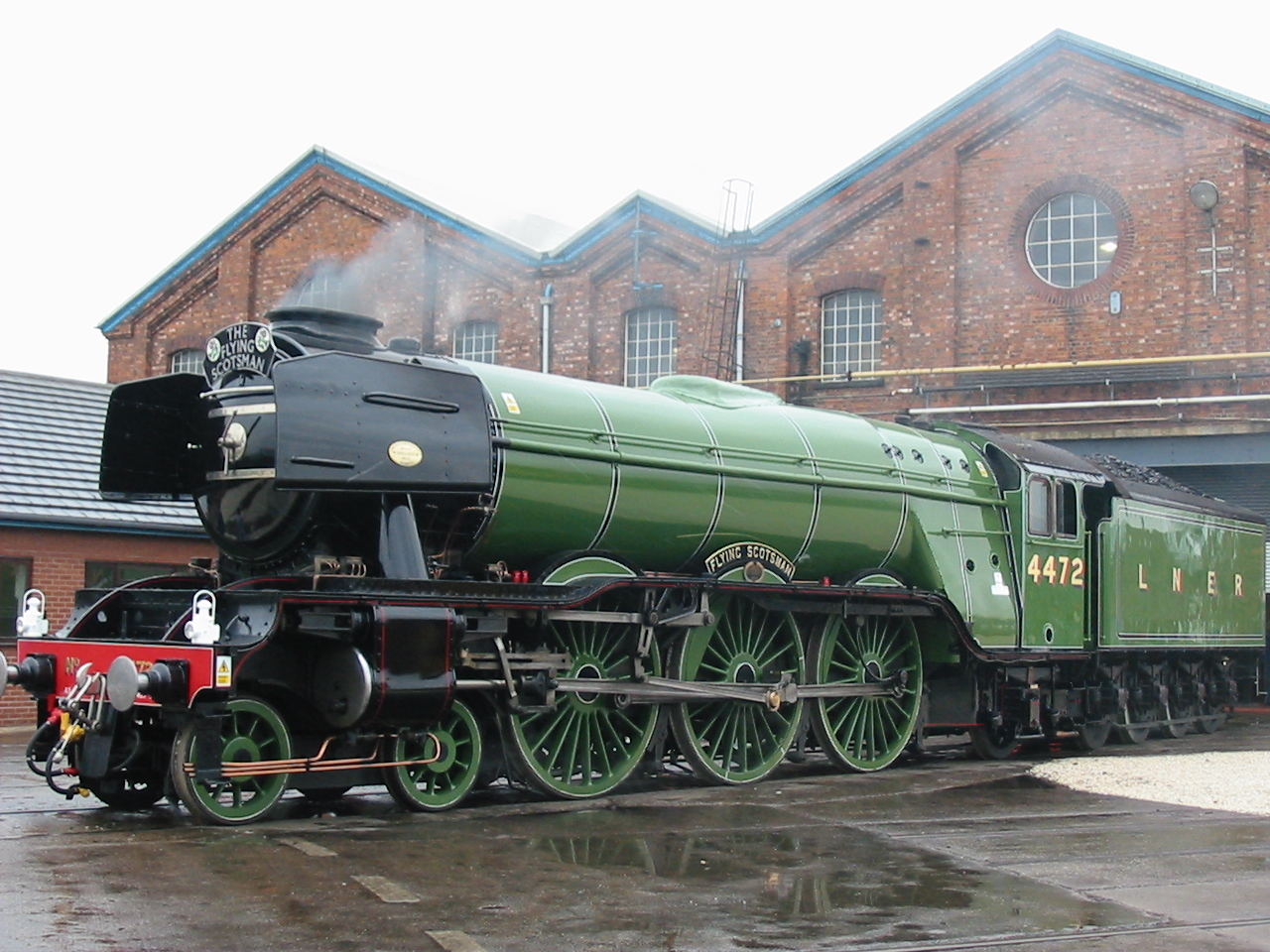
A Flying Scotsman